# Archoleptonetidae
Famille
Les Archoleptonetidae sont une famille d'araignées aranéomorphes.

## Distribution
Les espèces de cette famille se rencontrent en Amérique du Nord.

## Paléontologie
Cette famille n'est pas connue à l'état fossile.

## Liste des genres
Selon World Spider Catalog (version 23.0, 06/04/2022) :
- Archoleptoneta Gertsch, 1974
- Darkoneta Ledford & Griswold, 2010

## Systématique et taxinomie
Cette famille a été décrite par Gertsch en 1974 comme une sous-famille des Leptonetidae. Elle est élevée au rang de famille par Ledford, Derkarabetian, Ribera, Starrett, Bond, Griswold et Hedin en 2021.
Cette famille rassemble huit espèces dans deux genres actuels.

## Publication originale
- Gertsch, 1974 : « The spider family Leptonetidae in North America. » The Journal of Arachnology, vol. 1, no 3, p. 145-203 (texte original).